# Карпов, Василий Иванович
Василий Иванович Карпов — советский хозяйственный, государственный и политический деятель.

## Биография
Родился в 1922 году в деревне Безруково. Член КПСС с 1941 года.
Окончил Горно-Шорское педагогическое училище, Высшую партийную школу при ЦК ВКП(б) (1946), Сталинский государственный педагогический институт (1949, заочно)
С 1940 года — на хозяйственной, общественной и политической работе.
Инструктор отдела пропаганды и агитации Сталинского ГК ВКП(б) (1941), заместитель начальника политотдела Озерского совхоза Каргатского района (1942—1943), слушатель военно-политического училища в Мензелинске Татарской АССР, инструктор отдела пропаганды и агитации Новосибирского ОК ВКП(б) (1943—1946), заведующий отделом пропаганды и агитации, секретарь, 2-й секретарь, вновь секретарь, 2-й секретарь Сталинского ГК ВКП(б) (1946—1951), парторг ЦК ВКП(б) на Кузнецком металлургическом комбинате (1951—1952), 1-й секретарь Сталинского ГК КПСС (1952—1954), секретарь Кемеровского ОК КПСС (1954—1955), 1-й секретарь Кемеровского ГК КПСС (1955—1960), заведующий отделом науки и школ Кемеровского ОК КПСС (1960—1962), заместитель председателя исполкома Кемеровского областного Совета депутатов трудящихся (1962—1968), заведующий организационно-инструкторским отделом Совета Министров РСФСР.
Делегат XIX, XX и XXI съездов КПСС.
Умер в Москве после 2002 года.